# Искьердо, Бернабе Марио
Бернабе Марио Искьердо Мартинес (исп. Bernabé Marío Izquierdo Martínez, 11 июня 1947) — кубинский хоккеист (хоккей на траве), полевой игрок.

## Биография
Бернабе Марио Искьердо родился 11 июня 1947 года.
Играл в хоккей на траве за Гавану.
В 1980 году вошёл в состав сборной Кубы по хоккею на траве на летних Олимпийских играх в Москве, занявшей 5-е место. Играл в поле, провёл 6 матчей, забил 7 мячей (четыре в ворота сборной Танзании, два — СССР, один — Польше).